# Шазада Малук
Саадат Малук Шазада (26 серпня 1916, Афганістан) - афганський хокеїст, що представляв Афганістан на літніх Олімпійських іграх 1936.
Півзахисник. Брав участь у змаганнях з хокею на траві.